# Núria Serrahima i Manén
Núria Serrahima i Manén   (Barcelona, 21 de febrer de 1937 - Barcelona, 29 de desembre de 2014) va ser una novel·lista catalana.
Filla de Joan Serrahima i Bofill, advocat, i Núria Manén Marquès, i neta de Lluís Serrahima i Camín, es dedicà a tasques editorials.
Va publicar les narracions L'olor dels nostres cossos (1982) i Ocellot negre (1989), i les novel·les Mala guilla (1973) i Diari sense dates (1990). També va escriure el guió per a televisió Agressió (1977).